# Tortula glacialis
Tortula glacialis là một loài rêu trong họ Pottiaceae. Loài này được (Kunze ex Müll. Hal.) Mont. mô tả khoa học đầu tiên năm 1850.